# شایو (تگزاس)
شایو (به انگلیسی: Shive) یک منطقهٔ مسکونی در ایالات متحده آمریکا است که در شهرستان همیلتون، تگزاس واقع شده‌است.